# Пірси Челсі
40°44′50″ пн. ш. 74°00′35″ зх. д. / 40.74722222° пн. ш. 74.00972222° зх. д.
Пірси Челсі (англ. Chelsea Piers) — серія пірсів у Челсі, на Вест-Сайді Мангеттена в Нью-Йорку. Розташовані на захід від Вест-сайдського шосе (Одинадцята авеню) і парку річки Гудзон і на схід від річки Гудзон, вони спочатку були пасажирським терміналом на початку 1900-х років, який використовувався Лузітанія і був пунктом призначення Карпатія після порятунку вцілілих з Титанік. Пірси замінили різноманітні занедбані набережні споруди на ряд величних будівель, прикрашених фасадами з рожевого граніту.